# Runner in the Night
Pour les articles homonymes, voir Runner (homonymie).
Chansons représentant le Royaume-Uni au Concours Eurovision de la chanson
Love Is
(1985) Only the Light
(1987)
Runner in the Night est la chanson du groupe britannique Ryder qui représente le Royaume-Uni au Concours Eurovision de la chanson 1986 à Bergen, en Norvège.

## Eurovision 1986
La chanson est présentée en 1986 à la suite d'une sélection interne.
Elle participe directement à la finale du Concours Eurovision de la chanson 1986, le 3 mai 1986, le Royaume-Uni faisant partie du "Big 5".